# Alida (Saskatchewan)
Pour les articles homonymes, voir Alida.
Alida est une communauté située dans la province de Saskatchewan, dans le sud-est.